# Eyes Closed (canción de Ed Sheeran)
«Eyes Closed» —en español: ‘Ojos cerrados’—  es una canción del cantante y compositor británico Ed Sheeran. Fue lanzada el 24 de marzo de 2023 como uno de los sencillos líderes junto a "Boat" de su quint álbum de estudio - (2023).

## Antecedentes
Sheeran anunció la canción junto con el álbum el 1 de marzo de 2023, creando varias oportunidades de pedidos anticipados. El 9 de marzo, compartió una vista previa de la canción en sus redes sociales, interpretando partes de la canción con una guitarra acústica y un piano. En un TikTok publicado el mismo día, se reveló que será el sencillo principal del álbum. La canción supuestamente rinde homenaje a su exempresario musical y amigo cercano Jamal Edwards, quien murió en febrero de 2022 por una sobredosis de drogas. Hablando sobre la pérdida, Sheeran reveló: "El azul era el color de Jamal, pero ahora es todo lo que siento. Y supongo que la música ayuda a sanar, así que estoy bailando con los ojos cerrados para tratar de superarlo". Citó sus sentimientos de "miedo, depresión y ansiedad" como la inspiración detrás de la canción.

## Composición
En la canción, la voz de Sheeran tiene un timbre rico y su falsete se suaviza cuando canta el estribillo del coro, "Sigo bailando con los ojos cerrados". Escribiendo para The Guardian, Alexis Petridis señaló que la canción presentaba una guitarra de percusión y que el coro era "insistente" y "amigable con la radio". Originalmente escrita como una canción de ruptura, adquirió un nuevo significado después de que Sheeran sufriera pérdidas personales. La letra se siente "más personal" y "explícitamente vinculada a un evento muy específico", el de la muerte de Jamal Edwards .

## Promoción
La canción apareció de manera destacada en el primer tráiler del próximo documental de Disney+ de Sheeran, Ed Sheeran: The Sum of It All, que explorará detalles de su vida privada.

## Historial de lanzamientos
| País           | Fecha de lanzamiento | Formato                | Discográfica     | Ref.   |
| -------------- | -------------------- | ---------------------- | ---------------- | ------ |
| Mundo          | 24 de marzo de 2023  | Descarga digital       | Asylum Records   |        |
| Estados Unidos | 28 de marzo de 2023  | Contemporary hit radio | Atlantic Records | [ 10 ] |